# Schuhhaus Werdich

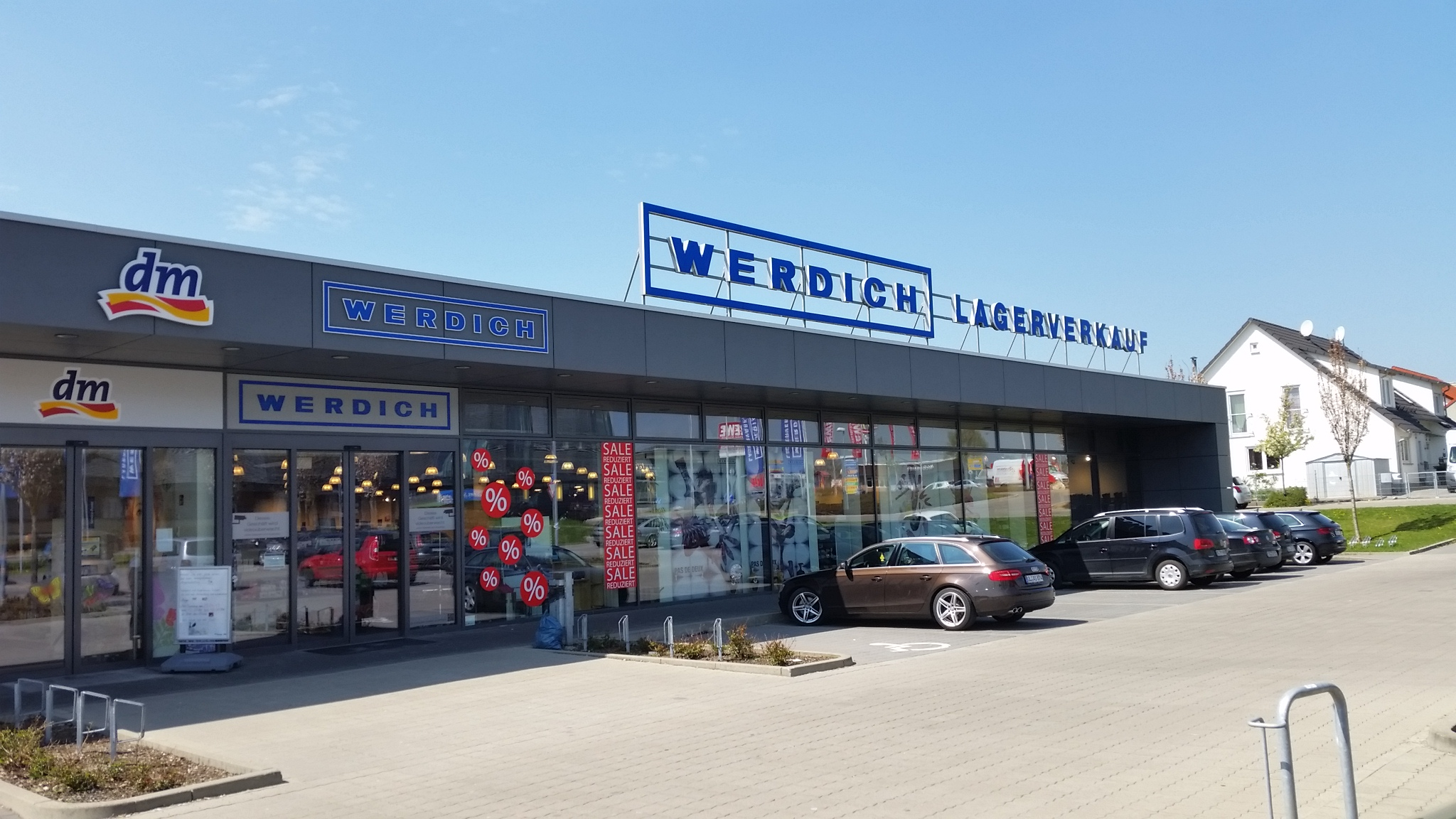
Werdich Lagerverkauf Dornstadt (2017)

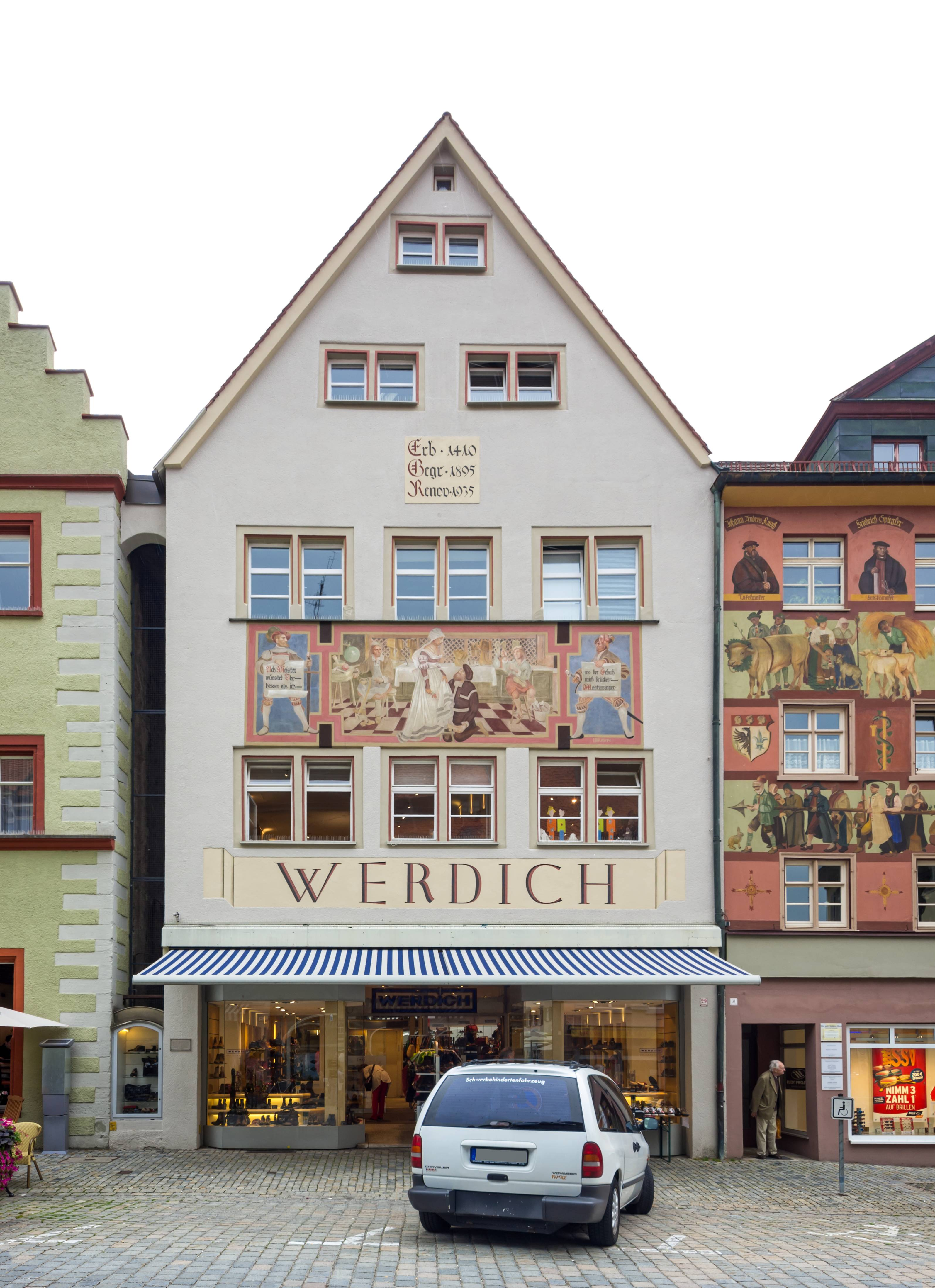
Werdich-Stammhaus in Wangen

Die Schuhhaus Werdich GmbH & Co. KG ist ein 1895 gegründetes Einzelhandelsunternehmen mit Sitz in Dornstadt im Alb-Donau-Kreis.

## Geschichte
Das erste Geschäft eröffnete der Schuhmachermeister Johann Baptist Werdich 1895 in Wangen im Allgäu und führte es bis zur Übernahme durch seinen Sohn Johann Werdich im Jahr 1925 zusammen mit seiner Frau. Ein zweites Schuhgeschäft wurde 1930 in Leutkirch im Allgäu von Josef Werdich eröffnet. Die erste Filiale in Ulm eröffnete bereits 1937, wurde aber im Laufe des Zweiten Weltkrieges vollständig zerstört. Durch die Übernahme von inhabergeführten regionalen Einzelunternehmen und zahlreichen Neugründungen entstanden weitere Geschäfte. Zudem wird seit 2006 ein Onlineshop für Schuhe betrieben. Heute gehört Werdich zu den 20 größten Filialisten im deutschen Schuheinzelhandel und betrieb 2023 in Süddeutschland an 26 Standorten 35 Fachgeschäfte.

## Unternehmensstruktur
Schuhmarkt Werdich Verwaltungsgesellschaft mbH
Schuhhaus Werdich GmbH & Co. KG
- Schuhhaus Werdich (Marke) – 14 Filialen
- Shoe Town Werdich (Marke) – 20 Filialen
- Werdich Lagerverkauf (Marke) – 1 Filiale